# San Andrés de Sotavento
San Andrés de Sotavento ist eine Gemeinde (municipio) im Departamento Córdoba in Kolumbien.

## Geographie
San Andrés de Sotavento liegt im Osten von Córdoba, ungefähr 100 km von Montería entfernt. Die Gemeinde grenzt im Norden an Tuchín sowie an Sincelejo im Departamento de Sucre, im Osten an Chinú sowie an Sampués in Sucre, im Süden an Chinú und Ciénaga de Oro und im Westen an Chimá und Tuchín.

## Bevölkerung
Die Gemeinde San Andrés de Sotavento hat 47.282 Einwohner, von denen 14.169 im städtischen Teil (cabecera municipal) der Gemeinde leben (Stand: 2019).

## Geschichte
Auf dem Gebiet des heutigen San Andrés de Sotavento lebte vor der Ankunft der Spanier das indigene Volk der Zenú. Als spanische Siedlung wurde San Andrés de Sotavento 1600 unter dem Namen San Andrés de Pichirroy gegründet, wobei zunächst weiter die meisten Bewohner Indigene waren. Seit 1773 existiert das Reservat Resguardo Indígena de San Andrés de Sotavento. Auch heute noch lebt eine große Gruppe von Zenú auf dem Gebiet der Gemeinde. 2007 wurde Tuchín von der Gemeinde San Andrés de Sotavento abgetrennt und zu einer eigenständigen Gemeinde erklärt.

## Wirtschaft
Der wichtigste Wirtschaftszweig von San Andrés de Sotavento ist die Landwirtschaft, insbesondere der Anbau von Mais und Maniok. Im indigenen Reservat ist die Herstellung des traditionellen Sombrero Vueltiao von großer wirtschaftlicher und kultureller Bedeutung.